# Spartaco Majani
Spartaco Giacomo Giuseppe Pietro Majani (Torino, 11 gennaio 1896 – San Carlo Canavese, 28 aprile 1979) è stato un arbitro di calcio italiano.
Su tutti i testi non piemontesi, oppure editi a distanza di molti anni, è stato citato erroneamente come "Maiani" invece di scrivere correttamente il suo cognome con la j: Majani.

## Biografia
Andò in pensione con grado di generale di divisione degli alpini ed era anche grand'ufficiale ed avvocato.

### Arbitro
Quando iniziò ad arbitrare nel 1919, prendendo la tessera dell'Associazione Italiana Arbitri, aveva il grado di capitano ed era da poco tornato alla fine della grande guerra ed assegnato al Comando del deposito 1º Alpini di stanza a Mondovì malgrado fosse residente a Torino.
Era tesserato per il Torino.
Alla scissione in due federazioni all'inizio della stagione 1921-1922 rimase tesserato per il Torino e arbitrò le gare di Prima Divisione della Lega Nord.
Smise di arbitrare alla fine della stagione 1926-1927, stagione in cui non arbitrò alcuna partita di Divisione Nazionale.